# Alumbres
Alumbres és una diputació pertanyent al terme municipal de Cartagena, al sud-oest de la Comunitat Murciana. Famós per la seva activitat minera al segle xix, té una població de 3.212 habitants i conté entitats de població com El Gorguel i Borricen.